# Craig Burley
Craig William Burley (Cumnock, 24 september 1971) is een voetbalanalist en voormalig betaald voetballer uit Schotland. Hij was een middenvelder en speelde voor het Engelse Chelsea en het Schotse Celtic. Burley kwam 46 keer in actie voor het Schots voetbalelftal en scoorde drie keer.

## Clubcarrière

### Chelsea
Craig Burley, die doorgaans centraal op het middenveld speelde, wist op achttienjarige leeftijd door te breken in het eerste elftal van Chelsea.
Burley maakte vooral naam onder de vleugels van Ian Porterfield en diens permanente opvolger Glenn Hoddle. Hij speelde in de periode 1989 tot en met 1997 op Stamford Bridge en won de FA Cup in 1997 onder leiding van de Nederlandse speler-coach Ruud Gullit. Chelsea versloeg Middlesbrough met 2–0 in de finale. Burley speelde niet, dat seizoen belandde hij onder Gullit vaker op de bank. Drie jaar eerder kreeg de club een 0–4 pandoering om de oren tegen Manchester United. In 1994 werd hij na 68 minuten vervangen.

### Celtic en Derby County
In 1997 verruilde hij Chelsea voor de Schotse topclub Celtic. Craig Burley heeft in totaal 113 competitiewedstrijden het shirt van Chelsea mogen dragen en scoorde zeven doelpunten. Met Celtic werd de middenvelder Schots landskampioen in 1997/98 en won hij de Scottish League Cup datzelfde seizoen (november 1997). Burley, die in eigen land 20 keer scoorde uit 64 competitiewedstrijden, verliet Celtic in december 1999. Burley tekende vervolgens een contract bij Premier League-club Derby County. In 2002 degradeerde Burley met deze club uit de Premier League.

### Latere carrière
Op 12 september 2003 verruilde hij Derby County voor Dundee, waarbij de middenvelder dus terugkeerde naar Schotland. Burley speelde slechts twee duels voor Dundee. Hij werd ontslagen omdat de club financiële problemen had en was een van 15 spelers die moesten opkrassen om de loonlast te verlagen. Hij dreigde er even mee een klacht in te dienen tegen Dundee. Burley vertrok naar Preston North End, waar hij evenmin schitterde op het tweede Engelse niveau.
Burley beëindigde zijn loopbaan bij het Engelse Walsall op 33-jarige leeftijd, nadat hij tegenaan het einde van zijn loopbaan maar weinig wedstrijden speelde.

## Erelijst
| Competitie              |         |         |         |         |
| Competitie              | Aantal  | Jaren   |         |         |
| Chelsea                 | Chelsea | Chelsea | Chelsea | Chelsea |
| ----------------------- | ------- | ------- | ------- | ------- |
| FA Cup                  | 1x      | 1996/97 |         |         |
| Celtic                  |         |         |         |         |
| Scottish Premier League | 1x      | 1997/98 |         |         |
| Scottish League Cup     | 1x      | 1997    |         |         |

## Interlandcarrière
Burley debuteerde in 1995 in het Schots voetbalelftal. Hij maakte deel uit van de Schotse selectie op het WK 1998 in Frankrijk, waar hij scoorde tegen Noorwegen in Bordeaux, op aangeven van centrale verdediger David Weir die een verre bal trapte. Dit was zijn mooiste moment als international. De keerzijde was echter dat Burley werd uitgesloten tegen Marokko en als klap op de vuurpijl waren de Schotten geëlimineerd.
Burley werd ook opgeroepen onder bondscoach Craig Brown, maar de Schotten plaatsen zich niet voor het WK 2002 in Japan en Zuid-Korea. Hij speelde zijn laatste interland onder de Duitser Berti Vogts in 2003.

## Mediacarrière
Burley werd na zijn carrière als speler actief als voetbalanalist en commentator voor ESPN en ITV. In 2015 verloor Burley een weddenschap, waardoor hij een tatoeage van de Spaanse aanvaller Fernando Torres moest laten zetten op zijn onderarm.

## Persoonlijk leven
Burley is een neef van gewezen Ipswich Town-coach George Burley, die in 2001 werd verkozen tot Premier League Manager of the Season.